# The District Sleeps Alone Tonight
Singles de The Postal Service
Such Great Heights
(2003) We Will Become Silhouettes
(2005)
The District Sleeps Alone Tonight est une chanson du groupe The Postal Service, et un single paru le 8 juillet 2003 sur étiquette Sub Pop. Il s'agit du deuxième des trois extraits de l'album Give Up.
L'illustration sur la pochette du single est de Kozyndan. Un vidéo-clip a été tourné pour la chanson.

## Liste des morceaux
1. "The District Sleeps Alone Tonight"  – 4:44
2. "The District Sleeps Alone Tonight" (Remix par DJ Downfall)  – 6:55
3. "Such Great Heights" (Remix par John Tejada)  – 5:49
4. "Suddenly Everything Has Changed" (reprise d'une pièce de The Flaming Lips)  – 3:52